# ویلیام آگادا
ویلیام آگادا (انگلیسی: William Agada؛ زادهٔ ۱۷ سپتامبر ۱۹۹۹) بازیکن فوتبال اهل نیجریه است که در پست مهاجم برای باشگاه فوتبال اسپورتینگ کانزاس‌سیتی در لیگ برتر فوتبال ایالات متحده آمریکا بازی می‌کند.